# Parapolyacanthia trifolium
Parapolyacanthia trifolium là một loài bọ cánh cứng trong họ Cerambycidae.